# 安雅·胡贝尔
安雅·胡贝尔（德語：Anja Huber，1983年5月20日—），德国女子钢架雪车运动员。她曾代表德国参加2006年、2010年和2014年冬季奥林匹克运动会钢架雪车比赛，其中2010年冬季奥运会获得一枚铜牌。